# Hexatoma (Eriocera) praelata
Hexatoma (Eriocera) praelata is een tweevleugelige uit de familie steltmuggen (Limoniidae). De soort komt voor in het Oriëntaals gebied.